# Do Not Disturb (2012)
Do Not Disturb ist ein französischer Spielfilm von Yvan Attal aus dem Jahr 2012.

## Handlung
Ben ist überrascht, als eines Nachts plötzlich sein bester Studienfreund Jeff vor der Tür steht. Er kommt direkt aus Mexiko, und beide haben sich seit vielen Jahren nicht mehr gesehen. Während Jeff immer noch alternativ lebt und vor Ort plant, mit Cowboyhut und Vollbart Galerien für Kunstprojekte in Südamerika zu finden, ist Ben sesshaft geworden, hat Anna geheiratet, ein Haus gebaut und eine Arbeit als Stadtplaner aufgenommen. Auch Kinder plant das Paar geradezu akribisch. Jeffs Ankunft bringt das geordnete Leben des Paars durcheinander. Statt mit Anna zu Abend zu essen, geht Ben am nächsten Abend lieber zu einer Feier, an der Jeff teilnimmt. Beide betrinken sich hemmungslos und begeistern sich betrunken für die Idee, einen Film zu drehen. Das Gespräch dreht sich schon bald um das HUMP!-Festival, in dem selbstgedrehte Pornofilme eingereicht werden können, die am Ende der Veranstaltung vernichtet werden. Jeff könnte sich vorstellen, einen Porno zu drehen, will jedoch neue Wege gehen und das Ergebnis als Kunst ansehen. Da gleichgeschlechtlicher Sex von Heterosexuellen bisher nie dagewesen sei, planen er und Ben schließlich, vor der Kamera miteinander zu schlafen. Da Jeff davon ausgeht, dass Ben kneifen wird, bestellt dieser noch in derselben Nacht in Paris ein Hotelzimmer für den übernächsten Abend. Jeff wettet dennoch, dass Ben im nüchternen Zustand seine Zusage zurückziehen wird.
Am nächsten Morgen versucht jeder, den anderen dazu zu bringen, von sich aus aus dem Vorhaben auszusteigen. Da niemand nachgibt, bleibt es beim Projekt, das beide als den Versuch, „gemeinsam ein Kunstwerk zu erschaffen“, ausgeben. Ben verspricht Jeff, Anna in ihren Plan einzuweihen und gegebenenfalls auszusteigen, sollte Anna nicht einverstanden sein. Zwar gelingt es Ben, Anna das Festival kryptisch zu umschreiben, doch weicht er aus, als Anna sofort erkennt, dass es sich bei dem Festival um HUMP! handelt. Er behauptet nun, Jeff bei seinem Film, dessen Inhalt er nicht kenne, als Assistent zur Seite stehen zu wollen. Beide treffen sich mit Jeff, der der clever fragenden Anna schließlich den wahren Inhalt des Films beschreibt. Entsetzt geht Anna allein nach Hause. Ben und Jeff wiederum betrinken sich und werden von der Polizei über die Nacht in einer Ausnüchterungszelle untergebracht. Hier beichtet Ben Jeff homoerotische Gedanken, die er einst einem Videothekar gegenüber hatte. Jeff wiederum gesteht, gerne ein wenig „schwuler“ sein zu wollen.
Am nächsten Morgen sprechen sich Ben und Anna aus. Anna ermutigt Ben am Ende, das Projekt mit Jeff zu realisieren, da Ben nur so Klarheit über sich und die gemeinsame Beziehung zu Anna gewinnen kann. Anna wiederum beichtet Ben einen Seitensprung, der bereits ein Jahr zurückliegt, ihr jedoch deutlich gemacht habe, dass sie zu Ben gehört. Am Abend treffen sich Ben und Jeff schließlich im Hotel. Sie schaffen es zwar, sich vor der Kamera zu küssen und fast vollständig zu entkleiden, verbringen den Rest des Abends jedoch mit Reden. Ben wird dabei klar, dass er zu Anna zurückkehren und seine Beziehung retten muss. Er bricht vorzeitig auf. Jeff sieht sich die Filmaufzeichnung an und verlässt das Hotel ebenfalls noch in der Nacht.

## Produktion
Do Not Disturb ist ein Filmremake der US-amerikanischen Komödie Humpday von Lynn Shelton aus dem Jahr 2009. Es war der dritte vollständige Langfilm, den Yvan Attal als Regisseur realisierte. Die Kostüme schuf Nathalie Raoul, die Filmbauten stammen von Thierry François.
Der Film kam am 3. Oktober 2012 in die französischen Kinos, wo er von rund 105.300 Besuchern gesehen wurde. Bei Produktionskosten von rund 9 Millionen Euro gehörte der Film in Frankreich damit zu den unrentabelsten Werken des Jahres 2012. In Deutschland erschien der Film im September 2013 direkt auf DVD.

## Synchronisation
| Rolle        | Darsteller           | Synchronsprecher |
| ------------ | -------------------- | ---------------- |
| Jeff         | François Cluzet      | Frank Röth       |
| Ben Azuelos  | Yvan Attal           | Marcus Off       |
| Anna Azuelos | Laetitia Casta       | Denise Monteiro  |
| Lilly        | Charlotte Gainsbourg | Ellen Schulz     |
| Monica       | Asia Argento         | Sabina Godec     |
| Franck       | Samuel Johde         | Dirk Hardegen    |